# نهر الطيب
نهر الطيب هو أحد انهار العراق الصغيرة يمر في محافظة ميسان جنوب العراق، ينبع نهر الطيب من مرتفعات زاغروس الإيرانية، ويدخل الأراضي العراقية شمال مخفر الطيب العراقي بحوالي أربعة كيلومترات، ثم يجري في الأراضي العراقية عبر إقليم الجزيرة شرق مدينة العمارة ليصب في هور الحويزة ، ويتغدى نهر الطيب من حوضه البالغ خمسة الاف كيلومتر مربع، ويبلغ تصريفه في موسم الفيضان 1000 متر مكعب في الثانية الواحدة. قامت إيران ببناء السدود على النهر وحجز مياهه، على حساب حصة العراق من مياه النهر، مما أدى بدوره إلى نقص المياه وخاصة في الصيف، والتي يعتمد عليها الفلاح العراقي في إقليم الجزيرة الري محاصيل الزراعية، فترك عدد من المزارعين العراقيين أراضيهم وهاجروا نحو المدن العراقية الكبرى. كان العراق قبل قيام إيران باحتجاز مياه نهر الطيب يروي ما مجموعة 16000 فدان، هذا ولا يزال الخلاف بين الحكومتين على مياه النهر قائما ولم يتوصلا إلى اتفاق.